# Сломанный замок
«Сломанный замо́к» или «Изысканный замо́к» (малаял. മണിച്ചിത്രത്താഴ്, Manichitrathazhu) — индийский психологический триллер на языке малаялам режиссёра Фазиля, выпущенный в прокат 25 декабря 1993 года. Картина стала самым кассовым фильмом года на малаялам, заработала признание критиков и две Национальные кинопремии, а спустя десять лет стала основой для четырёх ремейков на разных языках Индии и одного сиквела.

## Сюжет
Накулан — инженер, работающий в Калькутте. Ганга — его жена, изучающая археологию.
Супруги решают поехать и осмотреть свою родовую собственность после того, как Накулана переводят работать на юг. Когда они прибывают на место, дядя Накулана Мадхаван Тхампи предупреждает его, сказав, что дворец населён призраками. Но пара решает остаться в «Дворце Манампилли».
Исследуя новый дом, Ганга находит запертую комнату, от которой нет ключа. Родственники отговаривают её от попыток открытия, рассказывая историю комнаты. Столетие назад Шанкаран Тхампи, носивший титул картхи, жил там. Он влюбился в Нававалли, танцовщицу из Танджавура, и решил, что она станет его любовницей. Но девушка уже была обручена танцовщиком Раманатаном. Влюблённые решили сбежать, но Шанкаран Тхампи убил Нагавалли. Её дух стал преследовать Шанкарана, который, в итоге, совершил самоубийство. Их призраки заманили и заперли в комнате.
Ганга относится к истории с пренебрежением, подозревая, что в комнате заперты драгоценные реликвии. Она достаёт ключ и открывает комнату, обнаруживая портреты картхи и танцовщицы, а также украшения Нагарвалли.
С этого момента всё идет не так. Местные жители расстроены. Происходят странные вещи. Накулан подозревает, что все это проделки дочери его дяди, страдающей от психического расстройства. Поэтому он приглашает во дворец психиатра, доктора Санни Джозефа.
Через некоторое время доктор Санни переключает свое внимание на Гангу из-за её «психических вибраций». Он обнаруживает, что у неё было несчастливое детство, полное одиночества и разочарования. Калькутта ухудшила её состояние. Теперь она приобрела «раздвоенную личность», идентифицировав себя с мертвой Нагавалли. Доктор опасается, что она может попытаться покончить с собой или даже убить кого-то ещё.
Психиатр прибегает к оперативной стратегии, чтобы исправить ситуацию. История Шанкарана Тхампи и Нагавалли, в комплекте с Раманатаном, была воссоздана заново, чтобы освободить Гангу от её детской травмы.

## В ролях
- Моханлал — доктор Санни Джозеф
- Шобана[англ.] — Ганга / Нагавалли
- Суреш Гопи[англ.] — Накулан / раджа Шанкаран Тхампи
- Виная Прасад[англ.] — Шридеви, кузина Накулана
- Недумуди Вену — Тхампи, отец Шридеви
- Шридхар[англ.] — Махадеван, жених Алли
- Рудра[англ.] — Алли, кузина Накулана и Шридеви
- Судхиш[англ.] — Чанту, сын Тхампи
- К.П.А.С. Лалита — Бхасура, сестра Тхампи и мать Алли
- Иннасент — Уннитхан, муж Бхасуры и отец Алли

## Производство
Сюжет фильма основан на трагедии, которая произошла в поместье Алуммоттил, принадлежащем семье из центрального Траванкора, в XIX веке.
Помимо Фазиля в создании фильма приняли участие и другие известные кинематографисты, такие как Приядаршан, Сиддик, Лал и Сиби Малайил, которые были заняты в качестве вспомогательных режиссёров.
Ими было поставлено несколько важных сцен, главным образом комических.
Режиссёр и сценарист также изначально испытывали сомнения в том, какой должна быть кульминационная сцена фильма. В результате остановились на варианте с лечением при помощи манекена, предложенном Сурешем Гопи.
Первоначально роль доктора Санни планировалась более серьёзной, и Фазиль думал отдать её Маммутти. Однако позже персонажу добавили комический оттенок и пригласили исполнить его Моханлала.
Главную женскую роль исполнила актриса и танцовщица Шобана, а дублировать её персонажа была приглашена актриса озвучивания Бхагьялакшми. Но позже производители отметили слишком большое сходство между голосами Ганги и Нагарвали, и последняя была переозвучена тамильской актрисой дубляжа Дургой, упоминание о чём однако забыли внести в титры.
Роль Махадевана изначально была предложена актёру и классическому танцовщику Виниту, который является кузеном Шобаны. Но он не смог выделить время для фильма из-за других профессиональных обязательств, и роль отошла актеру кино на каннада Шридхару. Винит же исполнил аналогичную роль в тамильском и хинди ремейках «Сломанного замка».
Съёмки фильма проходили во Дворце на холме в Кочине и дворце Падманабхапурам в одноимённом городе штата Тамилнад.

## Саундтрек
Вся музыка написана М. Г. Радхакришнаном.
| №  | Название                    | Текст песни           | Исполнители                                                  | Длительность |
| -- | --------------------------- | --------------------- | ------------------------------------------------------------ | ------------ |
| 1. | «Pazham Tamil»              | Биччу Тирумала        | К. Дж. Йесудас                                               | 5:08         |
| 2. | «Varuvaanillaruminn»        | Мадху Муттам          | К. С. Читра                                                  | 4:20         |
| 3. | «Oru Murai Vanthu»          | Валли, Бичу Тхирумала | К. Дж. Йесудас, К. С. Читра                                  | 5:48         |
| 4. | «Kumbham Kulathil Ariyathe» | Биччу Тирумала        | К. Дж. Йесудас                                               | 1:05         |
| 5. | «Akkuthikkuthanakkombil»    | Биччу Тирумала        | Г. Венугопал, К. С. Читра, Суджата Мохан, М. Г. Радхакришнан | 4:51         |
| 6. | «Palavattam Pookkaalam»     | Мадху Муттам          | К. Дж. Йесудас                                               | 1:59         |
| 7. | «Uthunga Sailangalkkum»     | Бичу Тхирумала        | Суджата Мохан                                                | 1:22         |
| 8. | «Oru Murai (Reprise)»       | Валли                 | Суджата Мохан                                                | 1:42         |
| 9. | «Varuvaanillarumee Vayizhe» | Мадху Муттам          | К. С. Читра                                                  | 4:23         |

## Реакция критиков и зрителей
Современные обзоры
Оценив фильм на 5 из 5, киносайт Shvoong.com написал, что «„Сломанный замок“, вероятно, является одним из лучших психологических триллеров, выпущенных в Индии. Фазиль проделал отличную работу по созданию фантастического фильма, который заставляет зрителей приклеиться к экрану».
Блог Varnachitram.com в своем обзоре добавил: «в этом фильме сценарий Мадху Маттома — это герой, а Шобана — героиня. Для фильма, который является психологическим триллером, он содержит отличные комедийные эпизоды, разыгранные Инносентом, Лалитой и Моханлалом. Здесь нет ненужных сцен, и каждая сцена в сценарии поддерживает интерес к истории. М. Г. Радхакришнан обеспечил фильму несколько незабываемых музыкальных композиций».
Индийский развлекательный сайт Oneindia.in также дал фильму высочайший рейтинг 5 из 5.
С другой стороны профессиональные психиатры критикуют фильм за то, что состояние транса и одержимости в нём ошибочно интерпретируется как психоз, и относят киноленту к числу тех, что содействуют к возникновению предрассудков в отношении психических заболеваний.
Успех у аудитории
«Сломанный замок» стал самым кассовых фильмом на малаялам в 1993 году и вторым — за все предыдущие, а его прокат в некоторых кинотеатрах Кералы длился более года.
Прибыль кинопроизводителей от проката оценивалась в 30 млн рупий.
Фильм регулярно демонстрируется на центральных каналах Кералы и имеет высокие телевизионные рейтинги.
Картина также заняла второе место в списке лучших фильмов Индии, составленном IBNLive по данным опроса населения в 2013 году.
А согласно британской газете The Wharf в 2015 году «Сломанный замок» имел самый высокий рейтинг (8,6 из 10) среди фильмов ужасов на сайте IMDb, опережая даже «Психо» Альфреда Хичкока.

## Награды
| Награды                  | Награды                                                          | Награды                                | Награды |
| Награда                  | Категория                                                        | Лауреат                                | Ссылка  |
| ------------------------ | ---------------------------------------------------------------- | -------------------------------------- | ------- |
| Национальная кинопремия  | Лучший развлекательный фильм                                     | Наводая Аппачан (прод.), Фазиль (реж.) | [ 20 ]  |
| Национальная кинопремия  | Лучшая женская роль                                              | Шобана                                 | [ 20 ]  |
| Kerala State Film Awards | Лучший фильм с общедоступным обращением и эстетической ценностью |                                        | [ 21 ]  |
| Kerala State Film Awards | Лучшая женская роль                                              | Шобана                                 | [ 21 ]  |
| Kerala State Film Awards | Лучший гримёр                                                    | П. Н. Мани                             | [ 21 ]  |

## Ремейки
«Сломанный замок» был переснят на разных языках Индии четыре раза:
- 2004 — Apthamitra на каннада с Вишнувардханом[англ.] и Соундарьей[англ.] в главных ролях.
- 2005 — Chandramukhi на тамильском языке (дублирован на телугу) с Раджникантом и Джотикой[англ.].
- 2005 — Rajmohol на бенгальском языке с Просенджитом Чаттерджи и Ану Чаудхури[англ.].
- 2007 — «Лабиринт»[англ.] на хинди с Акшаем Кумаром и Видьей Балан.

В 2013 году вышел сиквел оригинального фильма на малаялам под названием Geethanjali, связанный с оригиналом только персонажем Моханлала, доктором Санни Джозефом, и кратким появлением Суреша Гопи в роли его бывшего клиента.
В отличие от оригинала фильм провалился в прокате и заработал негативную оценку критиков.